# Nazarabade (condado)
Nazarabade (em persa: نظرآباد) é um condado da província de Alborz, no Irã. Sua capital é a cidade de Nazarabade. Tem 1 170 quilômetros quadrados e possui 259 973 residentes.